# Rock opera
Rock opera je opera ili mjuzikl koji se temelji na modernoj rock glazbi. Za razliku od običnog rock albuma, rock opera ima povezanu radnju.
The Who je sastav koji se obično povezuje s glazbenim žanrom, zbog svoja dva albuma Tommy i Quadrophenia. Drugi poznati rock albumi koji pripadaju žanru rock opere su  Jesus Christ Superstar skladatelja Andrewa Lloyda Webbera i Tima Ricea, album The Wall sastava Pink Floyd, Joe's Garage glazbenika Franka Zappe i album American Idiot sastava Green Day.  
Prva hrvatska rock opera, autora Ivice Krajača, Karla Metikoša i Miljenka Prohaske: "Gubec-beg", praizvedena je 1975. godine. Najpoznatija i najizvođenija arija iz ove rock opere je "Ave Maria", koju je izvela Josipa Lisac.
Isus Krist Superstar je također jedna od prvih i također jedna od najupornijih i najbolje poznata rock-opera.